# Collegio uninominale Piemonte 2 - 02 (2020)
Il collegio elettorale uninominale Piemonte 2 - 02 è un collegio elettorale uninominale della Repubblica Italiana per l'elezione della Camera dei deputati.

## Territorio
Come previsto dalla legge n. 51 del 27 maggio 2019, il collegio è stato definito tramite decreto legislativo all'interno della circoscrizione Piemonte 2.
È formato dal territorio dell'intera provincia del Verbano-Cusio-Ossola (74 comuni) e da 78 comuni della provincia di Novara: Agrate Conturbia, Ameno, Armeno, Arona, Barengo, Bellinzago Novarese, Biandrate, Boca, Bogogno, Bolzano Novarese, Borgo Ticino, Borgolavezzaro, Borgomanero, Briga Novarese, Caltignaga, Cameri, Casalbeltrame, Casaleggio Novara, Casalino, Casalvolone, Castellazzo Novarese, Castelletto sopra Ticino, Cavaglietto, Cavaglio d'Agogna, Cavallirio, Cerano, Colazza, Comignago, Cressa, Cureggio, Divignano, Dormelletto, Fontaneto d'Agogna, Galliate, Garbagna Novarese, Gargallo, Gattico-Veruno, Gozzano, Granozzo con Monticello, Invorio, Landiona, Lesa, Maggiora, Mandello Vitta, Marano Ticino, Massino Visconti, Meina, Mezzomerico, Miasino, Momo, Nebbiuno, Nibbiola, Novara, Oleggio, Oleggio Castello, Orta San Giulio, Paruzzaro, Pella, Pettenasco, Pisano, Pogno, Pombia, Recetto, Romentino, San Maurizio d'Opaglio, San Nazzaro Sesia, San Pietro Mosezzo, Soriso, Sozzago, Suno, Terdobbiate, Tornaco, Trecate, Vaprio d'Agogna, Varallo Pombia, Vespolate, Vicolungo e Vinzaglio.
Il collegio è parte del collegio plurinominale Piemonte 2 - 01.

## Eletti
| Elezione | Elezione | Deputato          | Partito |
| -------- | -------- | ----------------- | ------- |
|          | 2022     | Alberto Gusmeroli | Lega    |

## Dati elettorali

### XVIII legislatura
Come previsto dalla legge elettorale, 147 deputati sono eletti con sistema a maggioranza relativa in altrettanti collegi uninominali a turno unico.
| Candidati                           | Candidati                   | Voti    | %     | Liste                          | Voti    | %     |
| ----------------------------------- | --------------------------- | ------- | ----- | ------------------------------ | ------- | ----- |
|                                     | Alberto Gusmeroli ✔️ Eletto | 128 707 | 52,66 | Fratelli d'Italia              | 73 062  | 29,89 |
| Lega per Salvini Premier            | Alberto Gusmeroli ✔️ Eletto | 128 707 | 52,66 | 32 732                         | 13,39   |       |
| Forza Italia                        | Alberto Gusmeroli ✔️ Eletto | 128 707 | 52,66 | 21 466                         | 8,78    |       |
| Noi moderati                        | Alberto Gusmeroli ✔️ Eletto | 128 707 | 52,66 | 1 447                          | 0,59    |       |
|                                     | Emanuela Allegra            | 62 008  | 25,37 | Partito Democratico-IDP        | 45 179  | 18,49 |
| +Europa                             | Emanuela Allegra            | 62 008  | 25,37 | 8 160                          | 3,34    |       |
| Alleanza Verdi e Sinistra           | Emanuela Allegra            | 62 008  | 25,37 | 7 523                          | 3,08    |       |
| Impegno Civico - Centro Democratico | Emanuela Allegra            | 62 008  | 25,37 | 1 146                          | 0,47    |       |
|                                     | Vittorio Barazzotto         | 20 873  | 8,54  | Azione - Italia Viva - Calenda | 20 873  | 8,54  |
|                                     | Mario Iacopino              | 20 804  | 8,51  | Movimento 5 Stelle             | 20 804  | 8,51  |
|                                     | Eleonora Chiodo             | 5 518   | 2,26  | Italexit                       | 5 518   | 2,26  |
|                                     | Mattia Bianchi              | 3 957   | 1,62  | Italia Sovrana e Popolare      | 3 957   | 1,62  |
|                                     | Daniele Cherubin            | 2 531   | 1,04  | Unione Popolare                | 2 531   | 1,04  |
| Totale                              | Totale                      | 244 398 | 100   |                                | 244 398 | 100   |
|                                     |                             |         |       |                                |         |       |
| Schede bianche                      | Schede bianche              | 3 440   | 1,34  |                                |         |       |
| Schede nulle                        | Schede nulle                | 8 478   | 3,31  |                                |         |       |
| Votanti                             | Votanti                     | 256 316 | 65,92 |                                |         |       |
| Elettori                            | Elettori                    | 388 858 |       |                                |         |       |